# LET'S GET CRAZY
『LET'S GET CRAZY』（レッツ ゲット クレイジー）は、1988年11月21日、CBS・ソニーより発売されたプリンセス プリンセス3枚目のアルバム。

## 解説
「GET CRAZY!」は、プリンセス プリンセスの楽曲として初のドラマ主題歌に起用され、1988年10月21日に本作発売に合わせ先行シングルとしてリリースされた。
「M」は、翌年発売シングル「Diamonds (ダイアモンド)」カップリング曲として収録。
「へっちゃら」は作詞が奥居・作曲が中山と言う珍しいパターンで構成された楽曲で、作詞が奥居、作曲が他の4人で構成された楽曲は本曲含め3曲（その逆は数多あり）。
初回生産盤CDは特製パッケージ仕様。

## 収録曲

### LPレコード

#### A面
1. GET CRAZY! [4:36]
作詞：中山加奈子、作曲：奥居香
  - 6thシングル。フジテレビ月9ドラマ『君が嘘をついた』主題歌[1]。
2. それなりに いいひと [4:45]
作詞：今野登茂子、作曲：奥居香
3. STAY THERE [4:30]
作詞：富田京子、作曲：奥居香
4. LOVE AND BLOOD [4:09]
作詞：富田京子、作曲：中山加奈子・奥居香
5. へっちゃら [3:29]
作詞：奥居香、作曲：中山加奈子

#### B面
1. 瞳だけはみつめない [4:29]
作詞：渡辺敦子、作曲：奥居香
2. ひとりじめ [4:14]
作詞・作曲：今野登茂子
  - 6thシングルのカップリング。
3. ストリート・ウーマン [4:09]
作詞：中山加奈子、作曲：奥居香・中山加奈子
4. M [4:35]
作詞：富田京子、作曲：奥居香
  - 本作発売5ヶ月後に発売された7thシングル「Diamonds (ダイアモンド)」にカップリング曲としてリカットされた。
5. HEART STOMPIN' MUSIC [4:09]
作詞：今野登茂子、作曲：奥居香

### CD盤
1. GET CRAZY!
2. それなりに いいひと
3. STAY THERE
4. LOVE AND BLOOD
5. へっちゃら
6. 夕陽がよんでいる　作詞：渡辺敦子　作曲：中山加奈子
7. 瞳だけはみつめない
8. ひとりじめ
9. ストリート・ウーマン
10. M
11. HEART STOMPIN' MUSIC